# Kondo

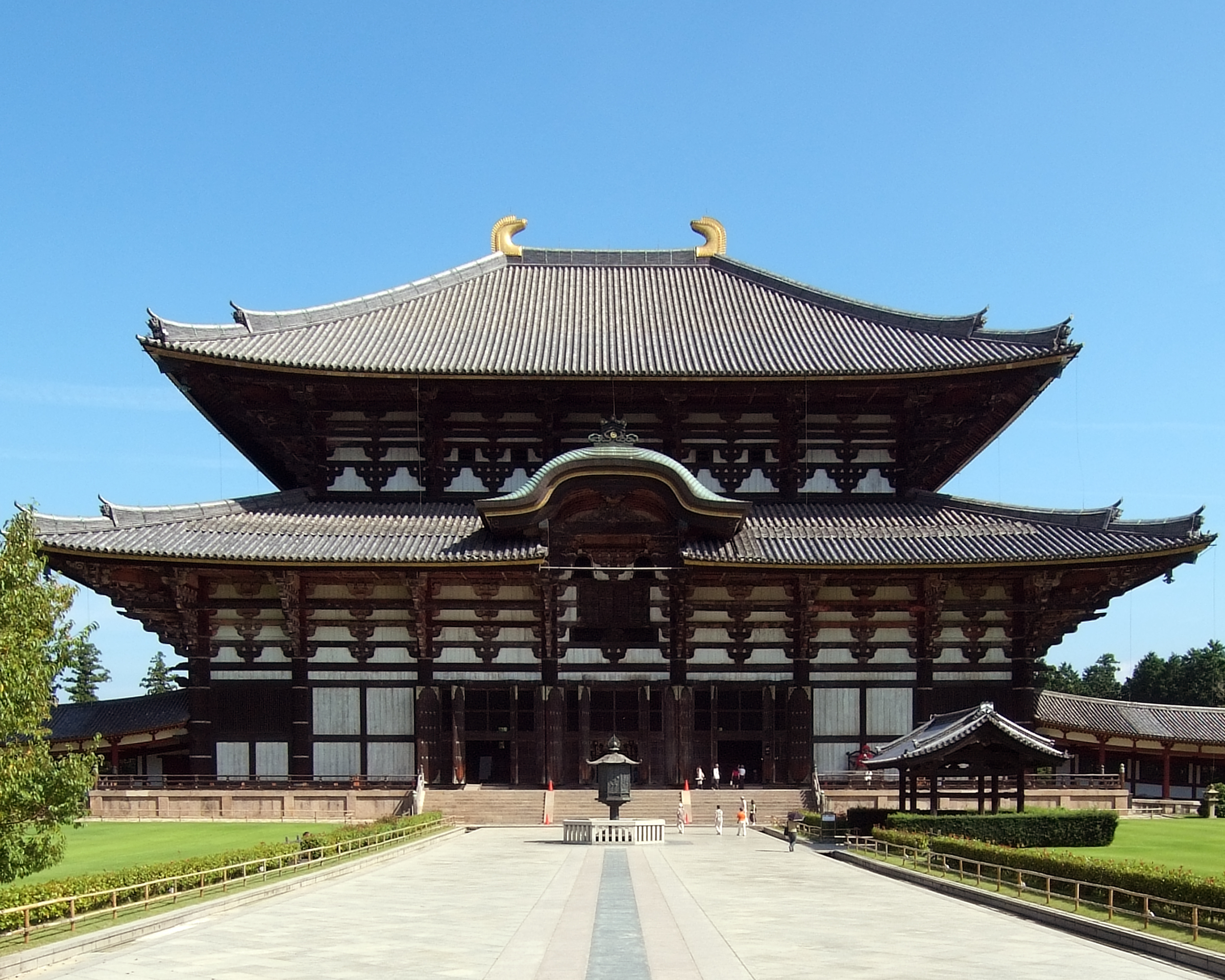
Kondō i buddhisttemplet Tōdai-ji.

Kondō (japanska:金堂 gyllene sal) kallas den viktigaste byggnaden i en japansk buddhistisk klosterförening (garan) som befäster det huvudsakliga föremålet för vördnad. Eftersom de olika buddhistiska skolorna medvetet använder olika termer, översätter denna engelska term flera japanska ord, bland dem butsuden, butsu-dō, kondō, konpon-chūdō och hondō. Hondō är dess exakta japanska motsvarighet, medan de andra är mer specialiserade ord som används av särskilda sekter eller för byggnader med en viss struktur. 

## Kondō (Asuka och Naraperioderna)
Termen kondō (金堂, Lit.) började användas under Asuka- och Naraperioderna. Kondō är mittpunkten i ett gammalt buddhistiskt tempels garan i Japan. Namnets ursprung är osäkert, men det kan härröra från den upplevda dyrbarheten av dess innehåll, eller från det faktum att interiören var klädd med guld. Detta är namnet som används av de äldsta templen i landet.
En kondō, till exempel Hōryū-ji's, är en äkta tvåvåningsbyggnad med en 3x2-valvs central kärna (moya) omgiven av 1-valvs breda gångar (hisashi), vilket gör den 5x4-valvs, omgiven av en extern 1-valvs mokoshi, för totalt 9x7 valv. Den andra formen har samma dimensioner som templets kärna i den första formen, (3x2 valv), men har ingen mokoshi.
Vissa tempel, till exempel Asuka-dera eller Hōryū-ji, har mer än en kondō, men normalt finns bara en och är den första byggnaden som byggs. På grund av dess begränsade storlek tilläts dyrkare inte komma in i byggnaden och var tvungna att stå utanför. Kondo och pagod omgavs vanligtvis av en korridor som kallas kairō.
Användningen av kondō minskade efter 900-talet, då den ersattes av en hondō uppdelad i naijin (内陣, inre helgedom reserverad för gudomen) och gejin (外陣,utrymme för tillbedjare, som långhuset). Termen förblev i viss användning även fram till Edoperioden, men dess frekvens minskade drastiskt efter utseendet av termen hon-dō under Heianperioden.

## Hondō (Heianperioden)
Termen hondō (本堂, Lit. 'huvudsal') förankrar de viktigaste föremålen för vördnad. Termen tros ha utvecklats under 900-talet för att undvika den tidiga termen kondō, på den tiden som användes av sex Nara-sekter: Nanto Rokushū. Det blev vanligt efter introduktionen av de två Mikkyo-sekterna (Tendai och Shingon) till Japan.
Olika nya typer av tempelbyggnader, inklusive hondō, byggdes under Heian-perioden, som svar på kraven i nya doktriner. Olika byggnader kallades hondō beroende på sekten, till exempel: kondō (Shingon), chudō (Tendai), mieidō (Jōdo), Amida-dō (Jōdo Shinshū). En anmärkningsvärd utveckling av hondō under denna period är införandet av ett utrymme för tillbedjare inuti själva hondō, kallat gejin (se ovan).

Andra namn som konpon-chūdō (根本中堂, kardinal central hall) används också, till exempel för huvudhallen vid Mount Hieis Enryaku -ji. Begravningstemplet i Tokugawa i Kan'ei-ji, som hade byggts explicit för att imitera Enryaku-ji, hade också ett, även om det inte har överlevt. Yama-dera i Yamagata är ett annat exempel på ett tempel som använder detta namn.

## Butsuden (Kamakura-perioden)

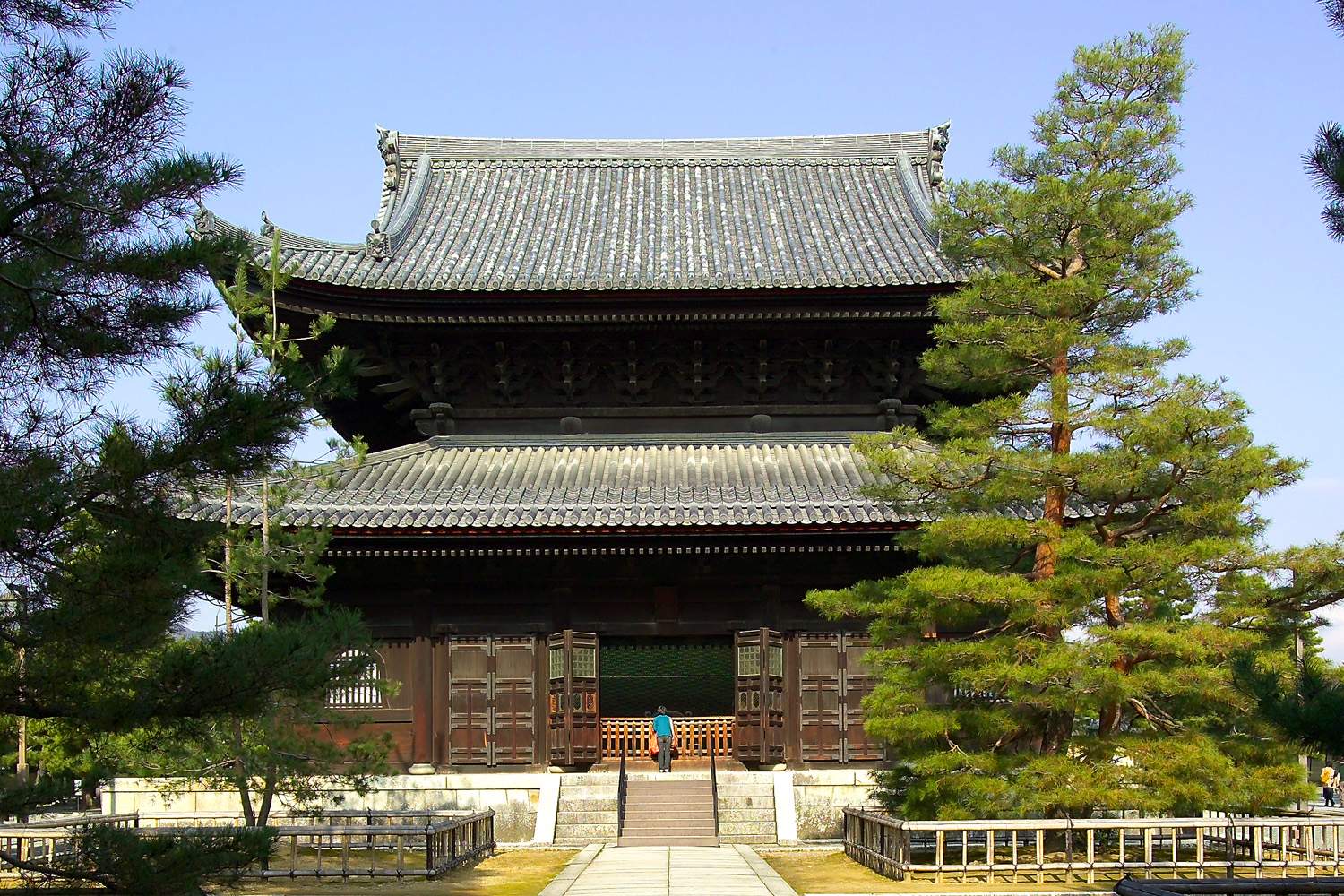
Denna envånings Zen-butsuden vid Myōshin-ji verkar ha två våningar på grund av dess mokoshi.

Butsuden (仏殿) eller butsu-dō (仏堂, båda tända. 'Buddha hall') är huvudhallen för zentemplen i skolor som Sōtō och Rinzai. Denna arkitektoniska stil kom tillsammans med Zen under Kamakuraperioden. Följande typer av butsuden eller butsu-dō förekommer: 
- Den enklaste är en kvadratisk byggnad med 3x3 valv. En vik är utrymmet mellan två pelare, jämförbart med en japansk ken (181-197 cm). Den har ingen mokoshi (en inneslutning som omger kärnan av templet täckt av ett tak, vanligtvis en vik i bredd).[2]

- Den andra typen är också 3x3-valv fyrkantig, men har en 1-valvs bred mokoshi runt hela templets kärna, vilket gör att det ser ut som en tvåvånings, 5x5-valvsbyggnad som i fallet med butsuden, synlig i bilden till höger.[2]

- Det är också känt att under 1200- och 1300-talen byggdes mycket stora butsuden med måtten 5x5 valv med en mokoshi, men ingen överlevde.[2] Stora 3x3-valvs butsuden med en mokoshi finns dock fortfarande, till exempel på Myōshin-ji (se bilden i galleriet nedan).[2]

## Edo-perioden
I fallet med Ōbaku Zenskolan som kom sent till Japan, behöll arkitekturen den kinesiska Ming-stilen. Hondō av Ōbaku Zen-templen brukar kallas daiyū-hōden (大雄宝殿, lit. 'skattad Mahavira hall '). Ett exempel kan hittas på Mampuku-ji. 

## Galleri

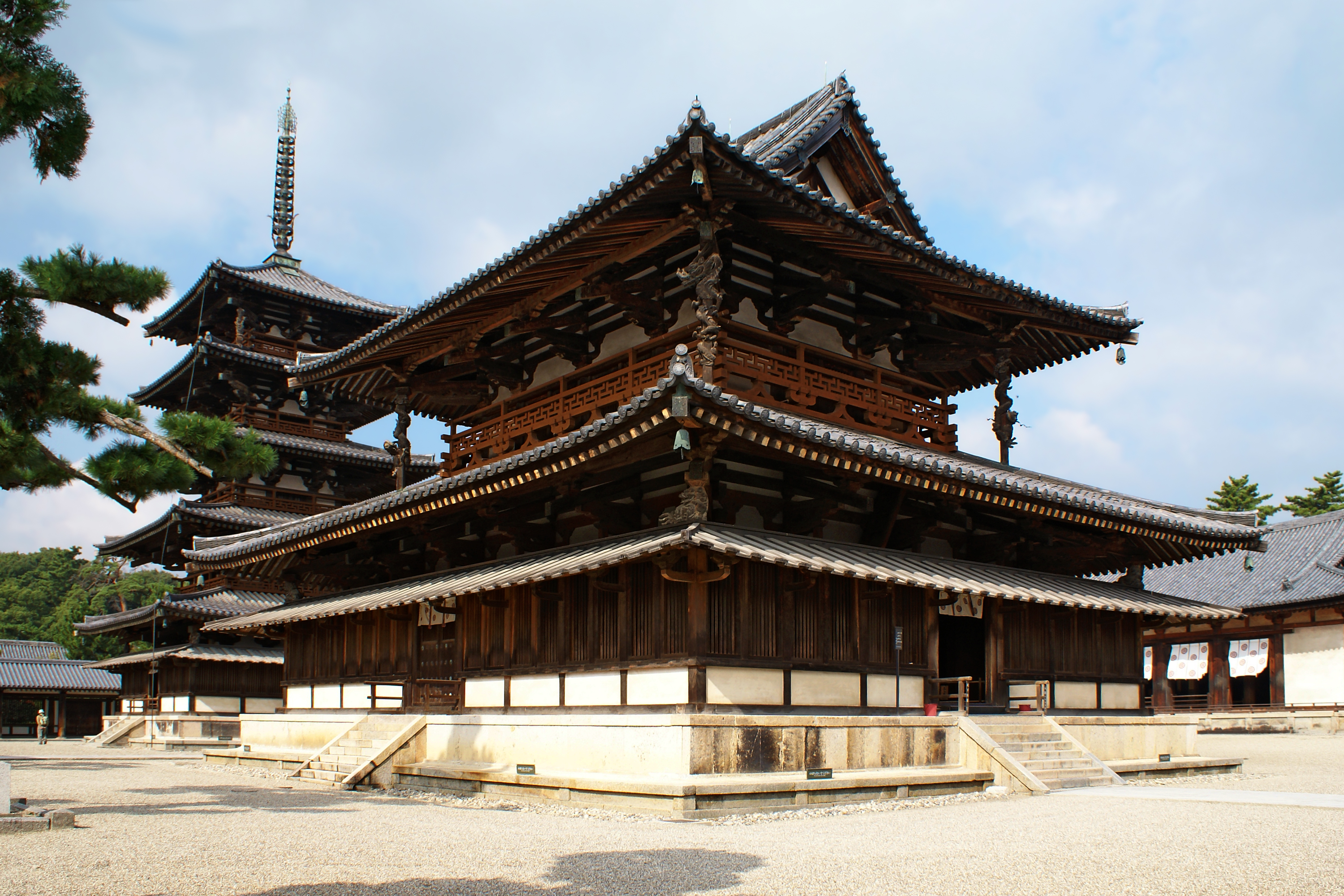
Hōryū-ji's kondō (Japan's National Treasure)
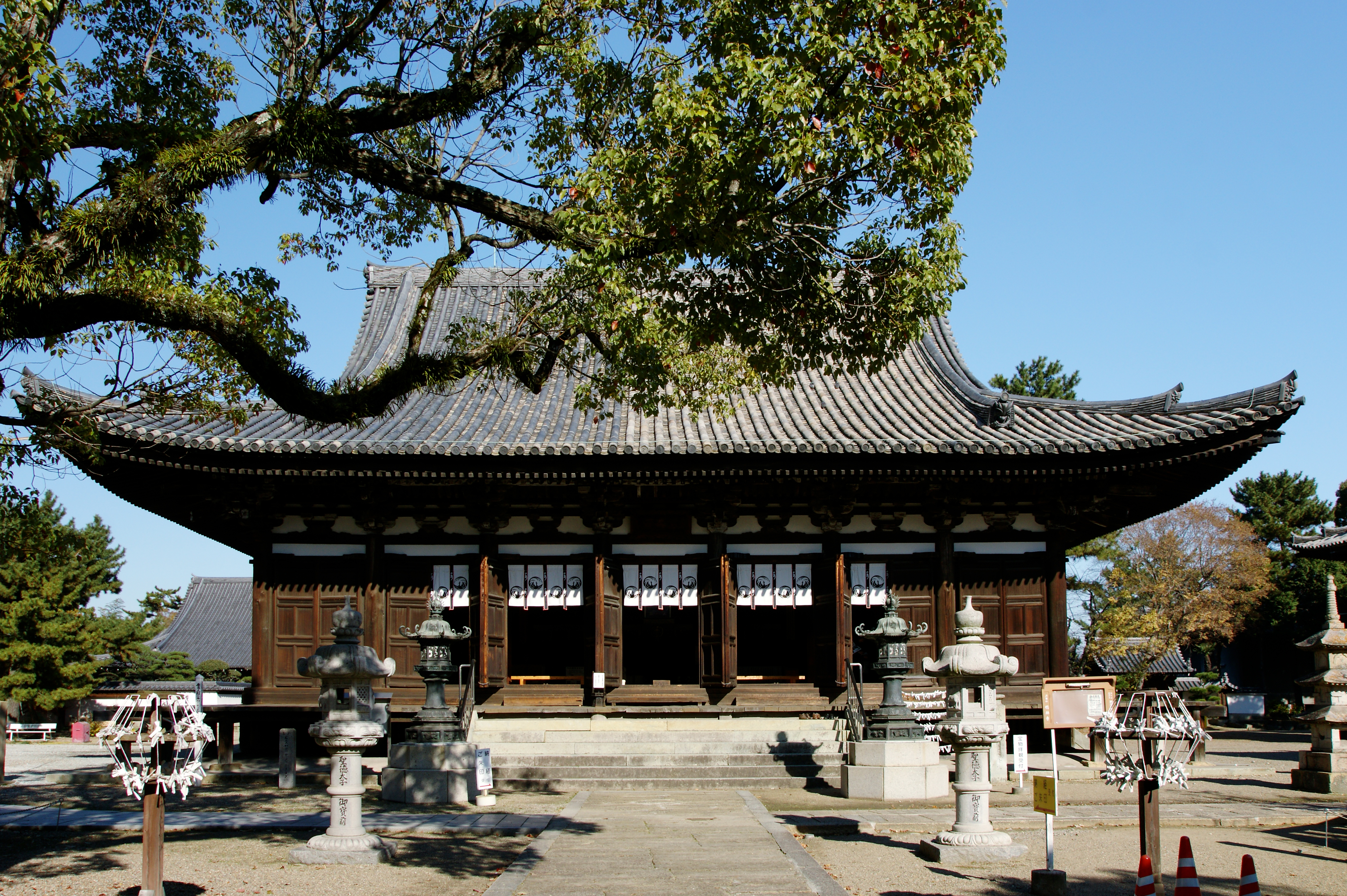
Kakurin-ji's hon-dō (Japan's National Treasure)
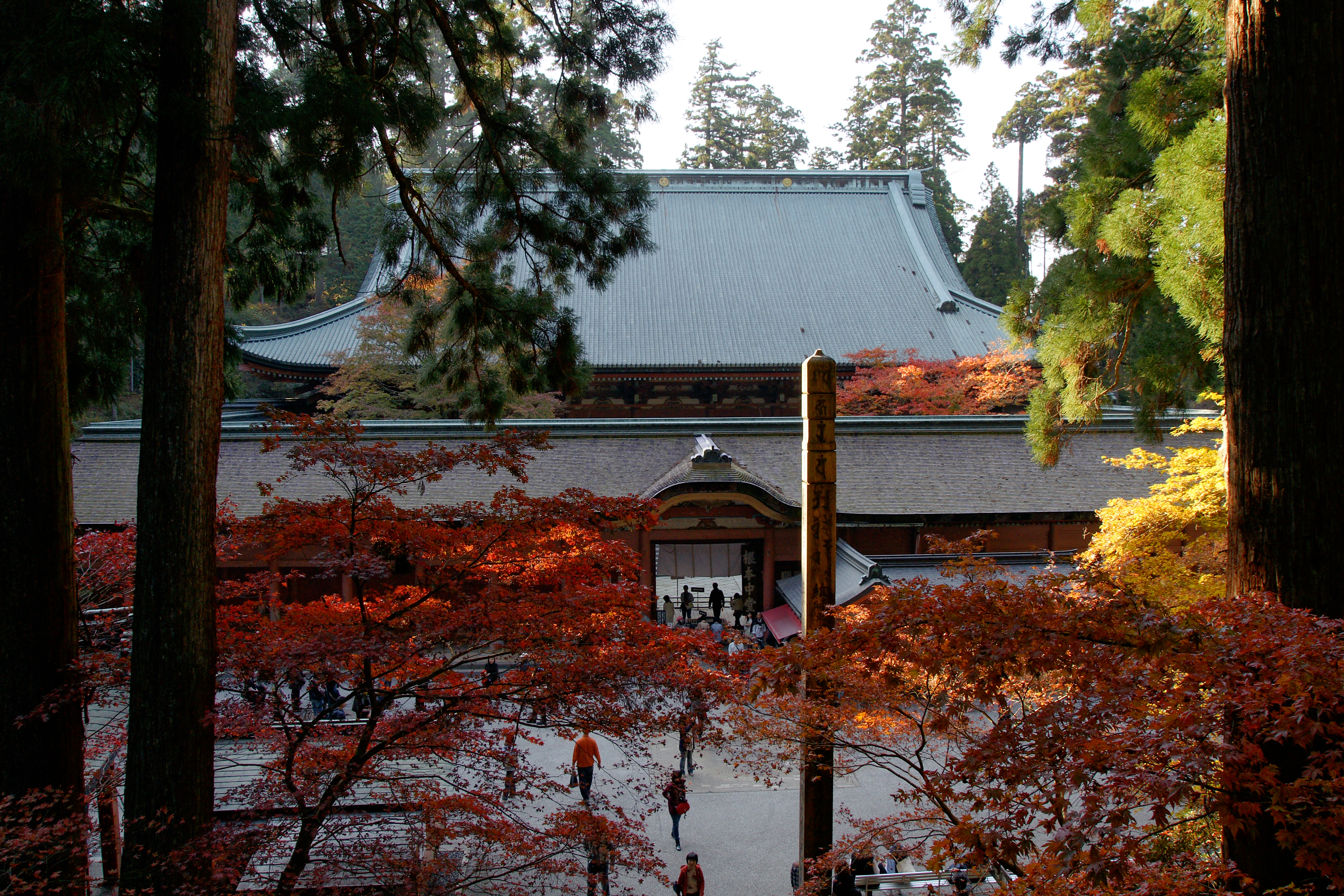
Enryaku-ji's Konponchū-dō (Japan's National Treasure)
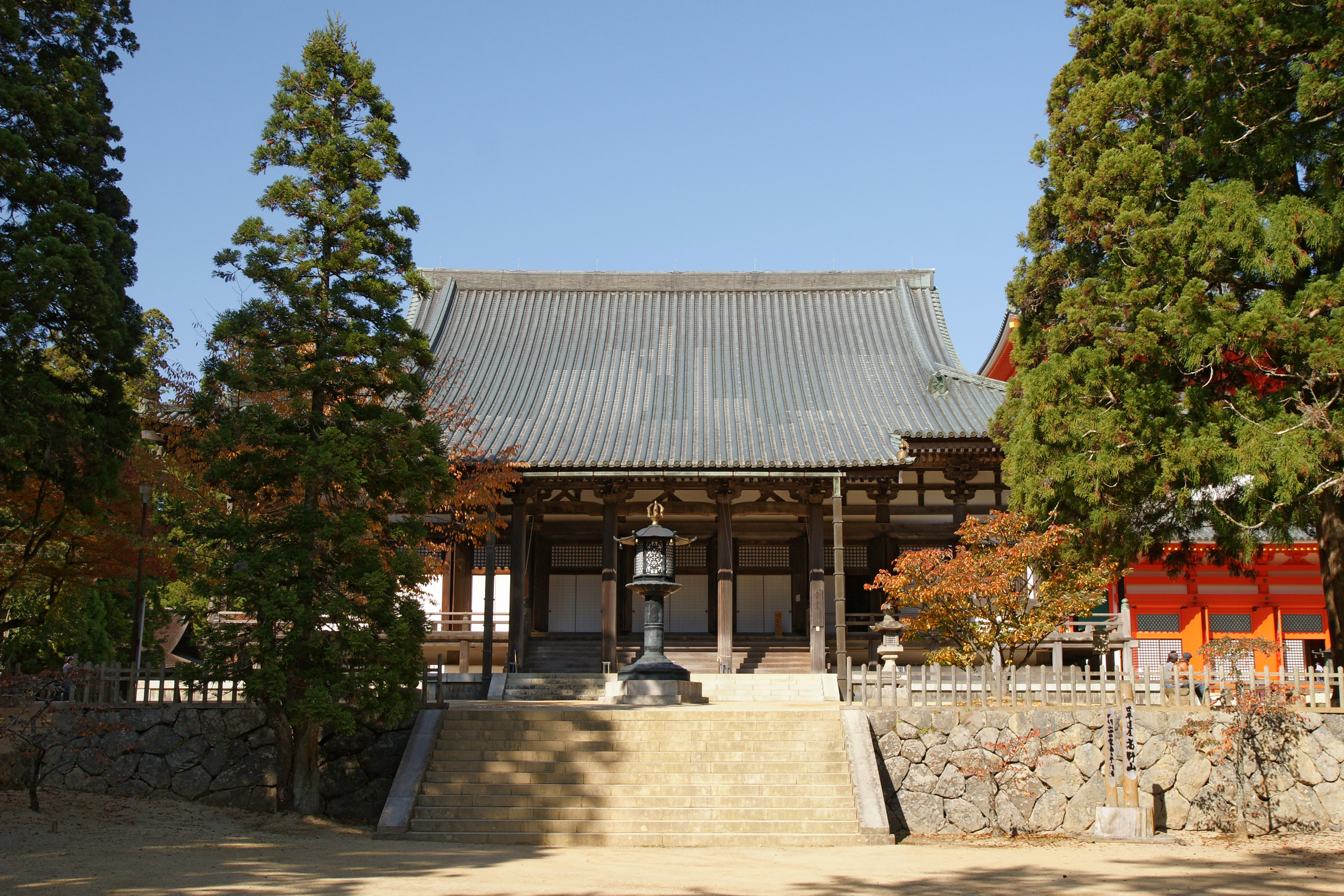
Mt. Kōya's kondō on Danjōgaran
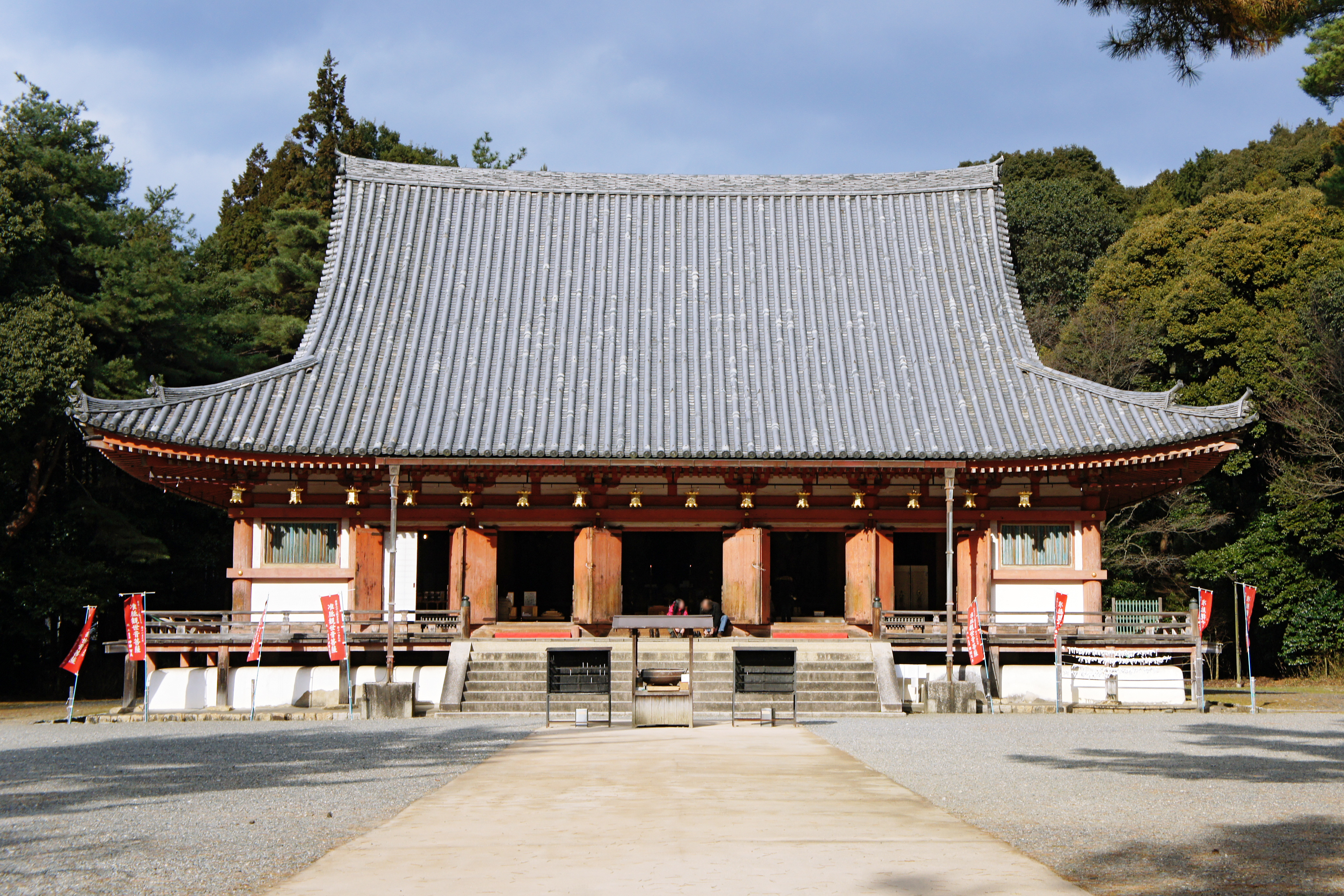
Daigo-ji's kondō (Japan's National Treasure)
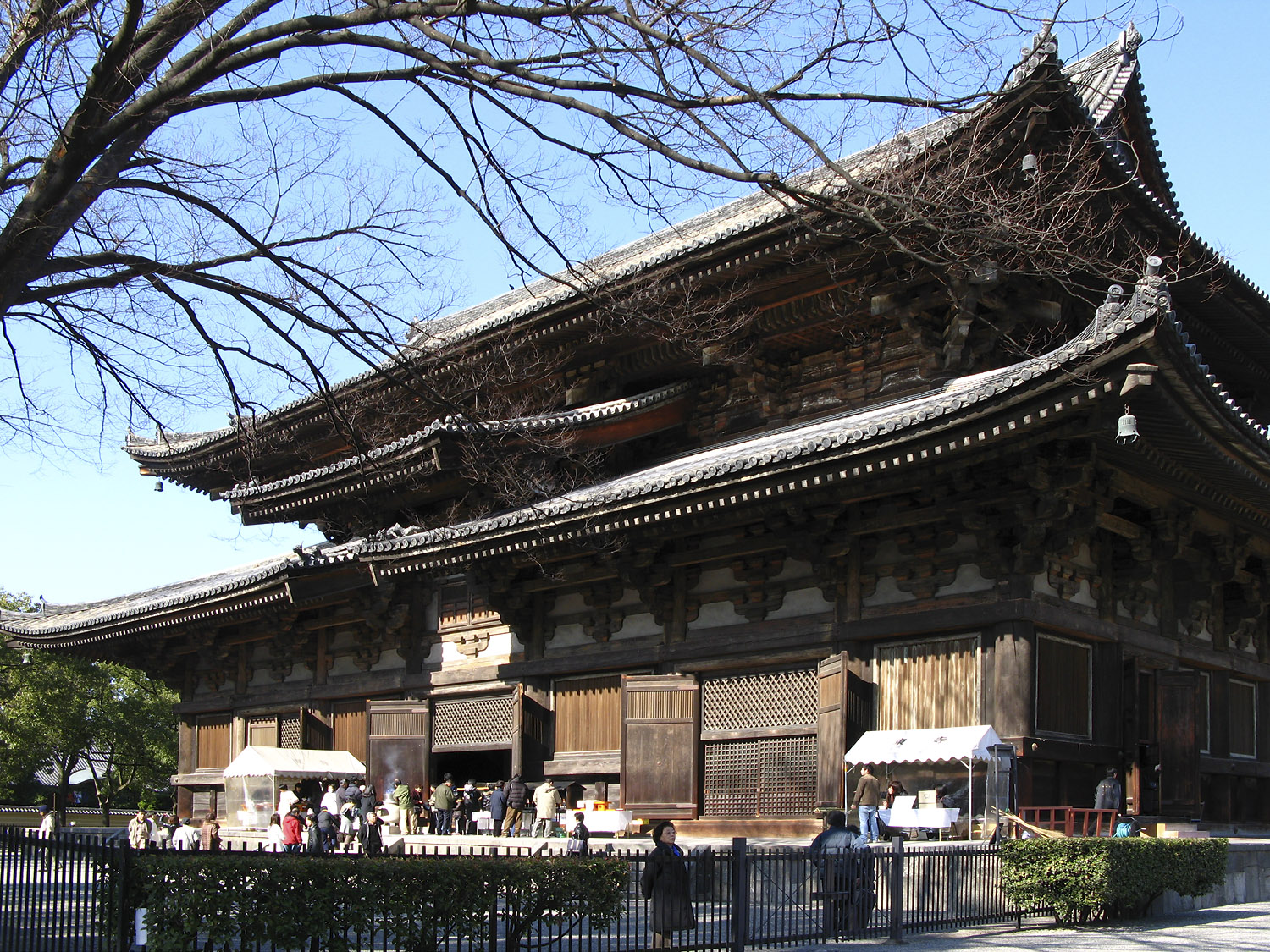
Tō-ji's kondō (Japan's National Treasure)
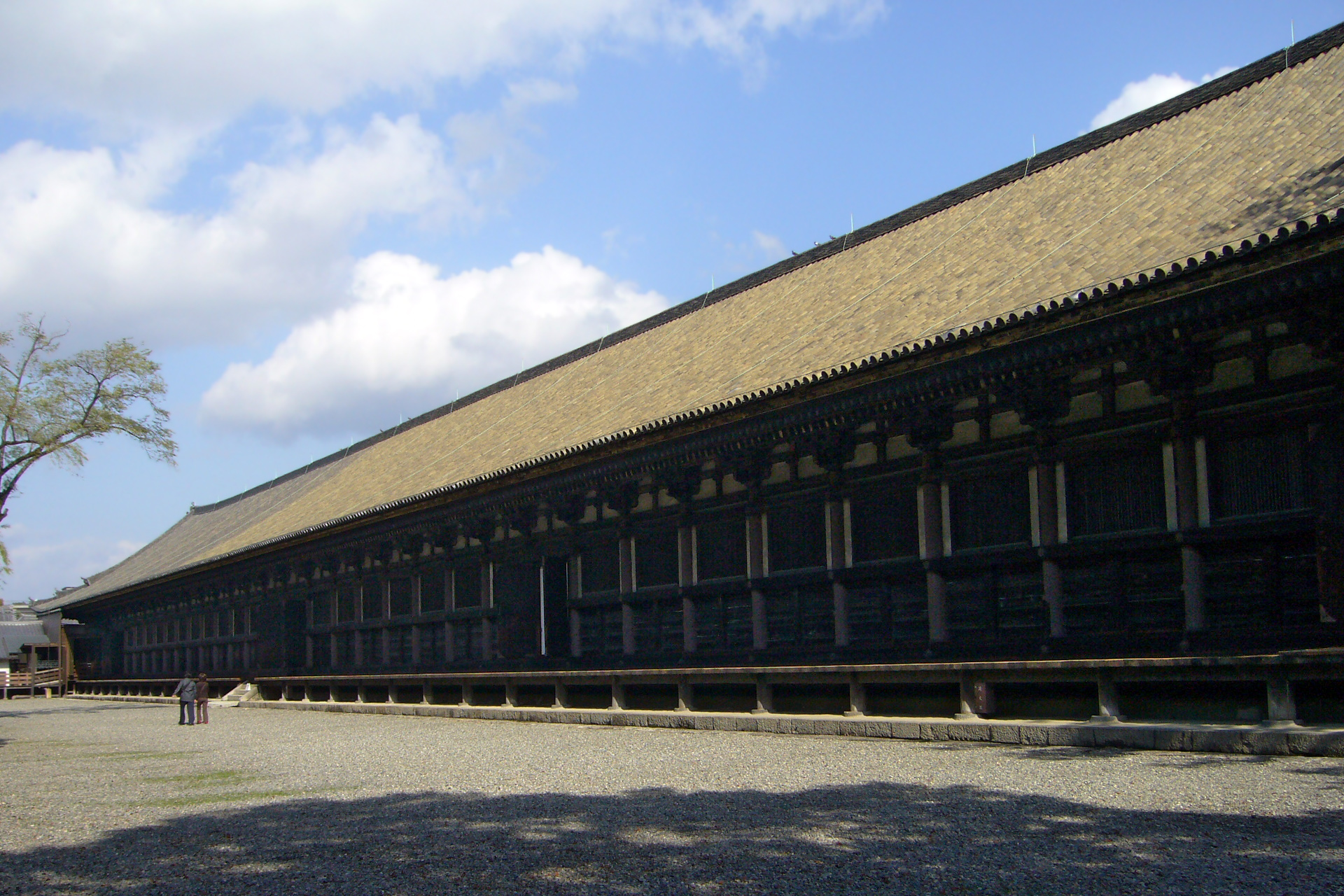
Sanjūsangen-dō's hon-dō (Japan's National Treasure)
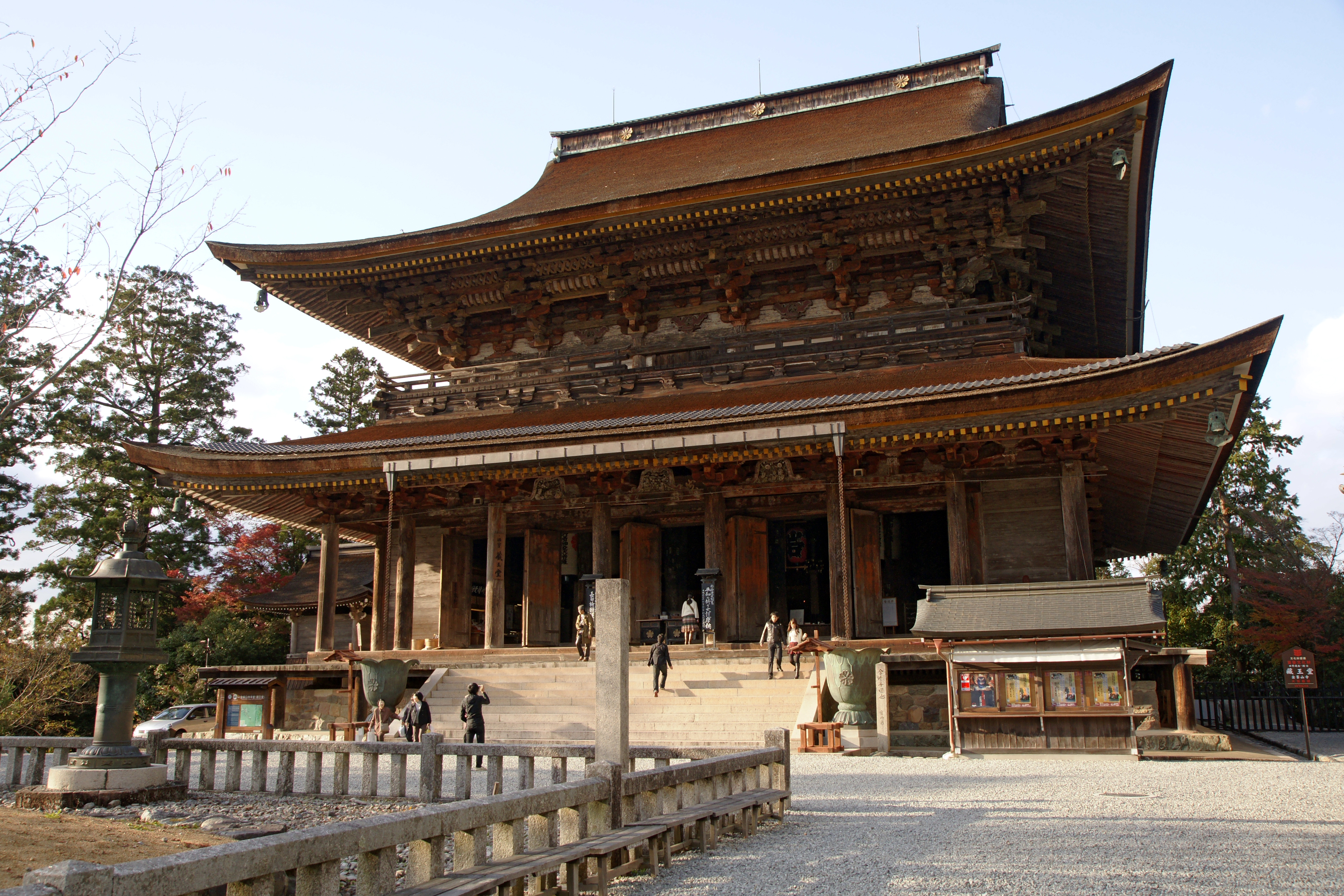
Kinpusenji's Zao-dō (hon-dō) (Japan's National Treasure)
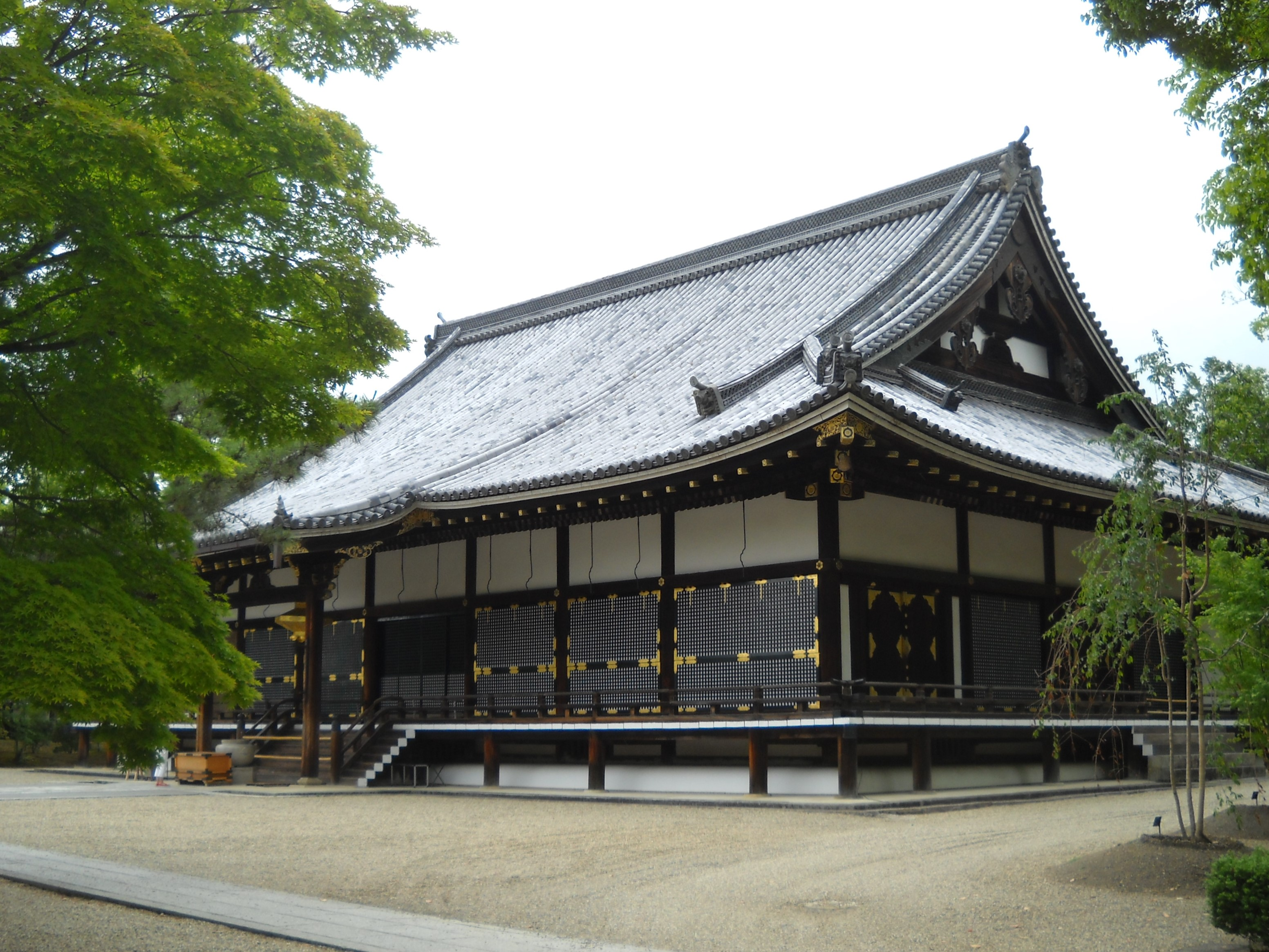
Ninna-ji's kondō (Japan's National Treasure)